# Koriak
Pour les articles homonymes, voir Koryak.
Cet article concerne la langue koriake. Pour le peuple koriak, voir Koriaks.
Le koriak est une langue tchouktche-kamtchadale parlée par les Koriaks à l'extrémité est de la Sibérie, principalement dans l'okroug de Koriakie. Son nom en koriak est чав'чваейыл (tchav'tchvaeylyl) ou нымылг’ын (nymylg'yn), mais le nom imposé par les Russes est le plus répandu. Le nombre de locuteurs du koriak est aujourd'hui estimé à 3 000 (contre 6 300 en 1959). En 1989, on estimait que 52,4 % des Koriaks avaient le koriak pour langue maternelle, et que 57,8 % le parlaient couramment.
Le koriak est proche du tchouktche (qui a environ deux fois plus de locuteurs) et appartient à la famille des langues tchouktches-kamtchadales tout comme le tchouktche, le kerek, l'alioutor et l'itelmène.

## Dialectes
La littérature traditionnelle mentionne onze dialectes koriaks, certains d'entre eux ayant été redéfinis comme langues à part entière : le tchavtchouvène, le karaghine, l'apoukine, l'alioutor (ou olioutor), le palan (pallan, lesnov), le kahtanine, le rekinnikov, le kamène, l'itkan, le parène, le gijighine. S.N. Stebnitsky classe également parmi les dialectes koriaks le kerek (désormais éteint). Actuellement, les dialectes principaux sont le tchavtchouvène, le palan, l'alioutor, le karaghine. La différenciation des dialectes se fonde notamment sur la réalisation en [j], ou non, des consonnes [t] et [r] : là où le tchavtchouvène et l'apoukine disent ïaïanga (« maison »), l'alioutor, le palan et le karaghine prononcent raranga ; ïaïoul (« renard ») correspond à tatoul, tattol ou tatol selon le dialecte.
Les différences grammaticales concernent surtout la déclinaison des noms (regroupement ou différenciation de certains cas locatifs). Le palan et le karaghine ne connaissent pas le duel. En tchavtchouvène, apoukine, rekinnikov, le présent du verbe est marqué par le circonfixe kou-/ko- ... -ng, alors qu'en palan, alioutor, karaghine, il est marqué par le suffixe -tkyn. Le koriak et l'alioutor sont très proches du tchouktche. Il existe aussi quelques similitudes entre le koriak et le nivkhe.
L'intercompréhension n'est pas systématique entre les locuteurs de tous les dialectes, qui partagent un sentiment d'appartenance à une ethnie commune.

## Alphabet koriak
Le koriak utilise aujourd'hui un alphabet cyrillique étendu.
Dans les années 1930 un alphabet latin avait été introduit, qui comportait les lettres suivantes :
| A a | B в | Є є | D d | E e | Ә ә | F f | G g |
| H h | I i | Ь ь | J j | K k | L l | M m | N n |
| Ņ ņ | Ŋ ŋ | O o | P p | Q q | R r | S s | T t |
| Ţ ţ | U u | V v | W w | Z z |     |     |     |

En 1933, la lettre Є є fut remplacée par C c.
En 1937, cet alphabet fut remplacé par un alphabet cyrillique sans lettres spécifiques. Au cours des années 1950, quatre lettres suivies d'une apostrophe furent ajoutées : в’, г’, к’, н’. Quelques années plus tard, le К avec apostrophe et le Н avec apostrophe furent remplacés par des lettres spécifiques portant un crochet. Ces lettres ont la valeur phonétique suivante :
- в' : [β] (consonne fricative bilabiale voisée)
- г' : [ʕ] (consonne spirante pharyngale voisée)
- ӄ : [q] (consonne occlusive uvulaire sourde)
- ӈ : [ŋ] (consonne occlusive nasale vélaire voisée).

L'alphabet actuel de 37 lettres se présente donc comme suit :
| А а | Б б | В в | В' в' | Г г | Г' г' | Д д | Е е |
| Ё ё | Ж ж | З з | И и   | Й й | К к   | Ӄ ӄ | Л л |
| М м | Н н | Ӈ ӈ | О о   | П п | Р р   | С с | Т т |
| У у | Ф ф | Х х | Ц ц   | Ч ч | Ш ш   | Щ щ | Ъ ъ |
| Ы ы | Ь ь | Э э | Ю ю   | Я я |       |     |     |

Les lettres б, д, ж, з, р, с, ф, х, ц, ш, щ ont été introduites dans l'alphabet koriak pour permettre d'écrire les mots empruntés au russe.

## Grammaire

### Règles phonétiques
Le koriak respecte une harmonie vocalique. Ses voyelles se divisent en deux séries :
- и, э, у
- э, а, о

Les racines et les affixes possèdent ainsi deux variantes. Exemple :
- нутэнут (noutènout) « toundra », нутэ-к (noutèk) « dans la toundra », mais :
- нота-ӈӄо (notangkho) « hors de la toundra ».

Le koriak respecte aussi des règles d'assimilation régressive. Ainsi [t] devant [l] devient [l], [t] devant [m] devient [n], [t] suivi de [j] devient [tɕtɕ] (чч), etc.
L'accent tonique tombe habituellement sur l'avant-dernière syllabe. Comme en russe, il peut se déplacer à l'intérieur d'un mot : в'ала (v'ala) « couteau », валата (valata) « avec un couteau ») ; mais contrairement au russe, il n'existe pas de distinction de formes grammaticales en fonction de l'accent tonique. Par ailleurs, dans les mots empruntés au russe, l'accent tonique peut porter sur une autre syllabe que dans le terme russe originel.

### Morphologie
Le koriak utilise des affixes (préfixes, circonfixes et surtout suffixes), les suffixes jouant notamment le rôle des prépositions du français. Le mode de formation des mots le plus productif est la dérivation lexicale. Exemple :
- sur la base валал (v'alal ; valal-yk « être assis »), se construit валалытьа-к (valalyt'ak, « s'asseoir »), puis  валалытьалг'-ын (valalyt'algh-yn, « étant assis »).

Un bon nombre de mots sont obtenus par composition à partir de deux ou plusieurs radicaux. C'est le cas de certains nombres :
- ыннан-мыллыӈэн (ynnan-myllynghèn) « six », littéralement « un-cinq »

La composition peut faire intervenir un terme koriak et un terme emprunté :
- коня-ӈаллы (konïa-ngally), « troupeau de chevaux » (russe конь, « cheval »).

Le koriak fait aussi grand usage du redoublement du morphème radical, qu'il soit complet (dans le cas des radicaux monosyllabiques) :
- лиг-лиг (lig-lig) « glace » ; ӈэй-ӈэй (ngèï-ngèï) « montagne » ; от-от (ot-ot) « chaud » (pour un vêtement...)

ou partiel (radicaux dissyllabiques) :
- ано-ан (ano-an) « printemps » ; утты-ут (outty-out) « bois »...

Certains verbes sont composés au moyen d'un adverbe ou d'un participe associé à un verbe auxiliaire. Ces locutions verbales peuvent à leur tour servir de base à la création de mots :
- алваӈ итык (alvang ityk) « se différencier, être différent » →  алваӈ этгыйӈын (alvang ètgyïngyn) « différence ».

### Les parties du discours

#### Noms
Il existe en koriak une distinction entre animés et inanimés, mais les animés se réduisent aux seuls êtres humains. La question мэки ? (mèki, qui ?) attend en réponse un substantif désignant un être humain ; s'il s'agit d'un animal ou si l'on ne sait pas s'il s'agit d'un être humain ou non, on utilise йынны ? (ïynny).
Il n'y a pas de genres en koriak ; la forme du substantif varie en fonction de la personne :
- ейгучев'ӈылг'и-гым (ïeïgoutchev'ngylghi-gym) « (moi) élève »
- ейгучев'ӈылг'и-ги (ïeïgoutchev'ngylghi-gi) « (toi) élève », etc.

Tout substantif possède trois formes régulières en fonction du nombre : singulier, pluriel et duel.
Le duel s'exprime par le suffixe -т ou -ти/-тэ (-t, -ti/-tè), en fonction de la terminaison du radical :
- лыла-т (lyla-t) « (les) deux yeux »
- калитг'ул-ти (kalitghoul-ti) « (les) deux feuilles (de papier) »

Dans le cas des substantifs de la 2e déclinaison (voir plus bas), le duel, exprimé par le suffixe -нти/-нтэ (-nti/-ntè), peut signifier aussi « la personne désignée et celle qui l'accompagne » :
- аппа-нтэ (appa-ntè) « papa et quelqu'un avec lui ».

Le pluriel s'exprime par les suffixes : -в'-, -в'в'и-, -в'в'э- (-v', -v'v'i-, -v'v'è-) ;  -у/-о (-ou/-o) en fonction de la terminaison du radical :
- тити-в', тити-в'в'и (titi-v', titi-v'v'i) « aiguilles »
- г'ытг'-у (ghytgh-ou) « chiens ».

Les substantifs empruntés au russe se déclinent de la même manière, même lorsqu'il n'existe pas de forme équivalente en russe :
- пальто (palto) « manteau » → пальто-т, пальто-в (paltot-t, palto-v) « deux manteaux, des manteaux » (alors que  пальто est invariable en russe).

Le duel et le pluriel des noms massifs peuvent exprimer en koriak, non seulement « différentes sortes de » (comme en français « des aciers »), mais aussi la quantité :
- кинуӈги → кинуӈгвам, кинуӈгвав' (kinoungi → kinoungvam, kinoungvav'), « viande → deux viandes / morceaux de viande, des viandes / morceaux de viandes ».

La déclinaison des noms en koriak tient compte des catégories linguistiques du nombre, du cas, de la détermination, du caractère humain. Il existe deux paradigmes de déclinaison :
- la première déclinaison concerne tous les substantifs « non humains » et les substantifs « humains » indéterminés
- la deuxième déclinaison s'applique aux noms propres d'êtres humains et aux noms communs jouant le même rôle, tels que « papa », « maman » etc.

Ainsi милют (milïout) « lièvre » ou ынпыӄлавол (ynpyqlavol) « vieillard » sont-ils de la 1re déclinaison, tandis que Иккилыт (Ikkilyt, nom d'homme) ou аня (anïa) « grand-maman » relèvent de la 2e déclinaison.
La formation des noms en koriak s'effectue essentiellement par affixation, rarement par conversion (on peut toutefois mentionner des termes tels que вэтат (vètat) « travail », à partir de вэтатык (vétatyk) « travailler »).
Il existe notamment des affixes permettant de créer :
- des noms de personnes : suffixes лг', чг' . Ex : йыю-лг'-ын (ïyïou-lgh-yn) « berger ».
- des noms d'objets : divers suffixes, comme (и)нэӈ  / (э)наӈ  pour les outils et ustensiles. Ex : каличи-наӈ (kalitchi-nang) « crayon ».
- des noms de lieux dédiés à une activité : suffixe -ны (-нв). Ex : авъэ-ны (av è-ny) « pâturage »
- des collectifs : divers suffixes, comme -мк- (groupe de quantité indéterminée, mais plutôt limitée). Ex : ынны-мк-ын (ynny-mk-yn) « banc de poissons ».
- des noms abstraits : suffixe -гыйӈ- . Ex: эв'лы-гыйӈ-ын (èv'ly-gyïng-yn)« longueur ».
- des noms appréciatifs : suffixe diminutif -пиль / -пэль, augmentatif -неӄу / -няӄо, péjoratif -чг- . Ex : в'аны (v'any) « terrier » →  в'аны-пэль (v'any-pèl') « petit terrier », в'аны-няӄо (v'any-nïaqo) « grand terrier », в'аны-чг-ын (v'any-tchg-yn), « vilain terrier ».

Les noms d'êtres humains et d'animaux de sexe féminin se forment avec le préfixe ӈэв- / ӈав- . Ex : ӈав'-маталг'ын (ngav-matalghyn) « belle-mère », ӈав'-г'эгылӈын (ngav'-ghègylngyn) « louve ».
Les noms des petits des animaux se forment avec le préfixe ӄай- . Ex : ӄай-кайӈын (qaï-kaïngyn) « ourson ».
Les noms composés se forment sur une base verbale + nominale, ou doublement nominale.

#### Adjectifs
L'adjectif en koriak a essentiellement une fonction attributive, ou prédicative. On distingue deux classes principales d'adjectifs, qui se distinguent par leur formation :
- les adjectifs qualitatifs (exprimant une qualité intrinsèque) ;
- les adjectifs relatifs ;
- ainsi que des adjectifs numéraux.

Les adjectifs en koriak ne possèdent pas de paradigme complet de déclinaison ; ils prennent souvent les formes du locatif ou de l'ergatif, dans le cadre de l'incorporation au substantif. Ils subissent en revanche une flexion régulière en fonction de la personne et du nombre. Exemple :
- нымэйыӈӄинэ-т (nymèïyngqinè-t) « grands » (en parlant de deux objets, duel).

##### Adjectifs qualitatifs
Les adjectifs de qualité sont surtout construits sur des radicaux exprimant cette qualité, avec adjonction du circonfixe н(ы) — ӄин(э) / ӄэн(а). Ex :
- ны-туй-ӄин (ny-touï-qin) « jeune » ;
- н-ив'ты-ӄин (n-iv'ty-qin) « bas ».

D'autres sont construits sur une base nominale, verbale ou adverbiale. Le comparatif relatif s'exprime par une construction spécifique. Ex :
- яёл нытэмъюӈӄин г'илгык (ïaïol nytèm ïoungqin ghilgyk) « le renard est plus rusé que le loup ».

Le comparatif absolu et le superlatif s'expriment respectivement au moyen de préfixes et de circonfixes :
- ныкэтгуӄин (nykètgouqin) « fort » → тэл-лыкэтгуӄин (tèl-lykètgouqin) « plus fort », ынан-катго-чг'ын (ynan-katgo-tchghyn) « le plus fort ».

##### Adjectifs relatifs
Les adjectifs relatifs se construisent principalement par adjonction du suffixe -кин(э) / -кэн(а) à une base nominale, adverbiale, plus rarement verbale ou pronominale. Exemple :
- аӈӄа-кэн (angqa-kèn) « de (la) mer, marin, maritime » ;
- эчги-кин (ètchgi-kin) « actuel, d'aujourd'hui ».

On trouve aussi les affixes -ин(э) / -эн(а), ou гэ- / га — -лин(э) / -лэн(а). Ex :
- гэ-чгэй-лин (gè-tchgèï-lin) « sablonneux, sableux ».

##### Adjectifs numéraux
Les nombres cardinaux en koriak sont formés sur les bases cinq et dix. Les nombres jusqu'à cinq, ainsi que dix, sont des termes simples, au-delà ils sont composés. Exemple :
- ыннэн  (ynnèn), ӈыччеӄ (ngytchtchèq), ӈыёӄ (ngyïoq), ӈыяӄ (ngyïaq), мыллыӈэн  (myllyngèn) « un, deux, trois, quatre, cinq) » ;
- ыннанмыллыӈэн (ynnanmyllyngèn) « six » (litt. « un-cinq ») ;
- мынгытык (myngytyk) « dix » ;
- мынгытык  ыннанмыллыӈэн паёл (myngytyk ynnanmyllyngèn païol) « seize » (litt. « dix un-cinq en-plus ») ;
- мыллыӈэн мыгныто (myllyngèn mygnyto) « cinquante » (litt. « cinq dizaines »).

Les noms de nombres ne se déclinent pas. Incorporés au substantif, les nombres de deux à quatre subissent une transformation de la consonne finale ӄ (q) en н (n). Exemple :
- ӈыччеӄ мынгыт (ngytchtchèq myngyt) « deux mains » → ӈыянмынга (ngyïanmynga) « avec les deux mains ».

Les nombres ordinaux dérivent des nombres cardinaux, à l'exception de виткунин (vytkounin) « premier ». Exemple :
- мынгытык ӈыччеӄ паёлӄав'кэн (myngytyk  ngytchtchèq  païolqav'kèn) « douzième » (litt. « dix deux en-plus-ième »)

Les nombres ordinaux se déclinent comme les noms de la 1re déclinaison à radical à finale vocalique. Seul le dernier mot est fléchi. Exemple :
- мынгытык ӈыччеӄ паёлӄав'кэн-ӈӄо (myngytyk  ngytchtchèq  païolqav'kèn-ngqo) « du douzième » (à l'ablatif).

Ils varient en fonction de la personne et du nombre, mais non du genre (non marqué en koriak), comme les autres adjectifs.
Il existe des collectifs, comme en russe, mais à la différence du russe, ces termes peuvent s'employer quel que soit le genre. Ex :
- ӈыячгаё (ngyïatchgaïo) « un groupe de quatre » (frères, sœurs, etc.)

#### Pronoms
On compte en koriak 7 catégories de pronoms :
- les pronoms personnels :
  - гыммо (gymmo) « je », муйи (mouïi) « nous deux », мую (mouïou) « nous (plusieurs) »
  - гыччи (gytchtchi) « tu » туйи (touïi) « vous deux », тую (touïou) « vous (plusieurs) »
  - ынно (ynno) « il, elle », ыччи (ytchtchi) « eux/elles deux », ыччу (ytchtchou) « eux/elles (plusieurs) »
- les pronoms possessifs :
  - гымнин (gymnin) « le(s) mien(ne)(s) », мучгин (moutchgin) « le(s)/la nôtre(s) »
  - гынин (gynin) « le(s)/la tien(ne)(s) », тучгин (toutchgin) « le(s)/la vôtre(s) »
  - ынин (ynin) « le(s)/la sien(ne)(s) », ычгин (ytchgin) « le(s)/la leur(s) ».
- les pronoms interrogatifs :
  - « qui ? » : мэки (mèki) (sg.), мэкинти (mèkinti) (duel), мэкив' (mèkiv') (pl.)
  - « quoi, que ? » йынны (ïynni) (sg.), ейи (ïeïi) (duel), ею (ïeïou) (pl.)
  - микин (mikin) « à qui, de qui ? » ; еӄкин (ïeqkin) « lequel ? (relatif à quoi ?) » ; миӈкэкин (mingqkèkin) « lequel ? (relatif à quel lieu ?) »
- les pronoms démonstratifs :
  - в'уччин (v'outchtchin) « celui-ci », ынӈин (ynngin)  « celui-ci », ӈаен (ngaïen) « celui-là », игыньӈин (igyn'ngin) « un tel »
- les pronoms déterminatifs :
  - чинин (tchinin) « celui-là même », ымиӈ (yming) « tout », ӄуллу (qoullou) « un autre, l'un parmi »
- les pronoms négatifs : ils s'expriment en koriak par les pronoms interrogatifs accompagnés d'un mot exprimant la négation. Exemple :
  - уйӈэ мэки (ouïngè mèki) « personne (sg.) »,  уйӈэ мэкив' (ouïngè  mèkiv') « personne (parmi plusieurs) », ӄыйим йынны (qyïim ïynni) « rien du tout » (négation plus catégorique)…
- les pronoms indéfinis se rendent par les pronoms interrogatifs auxquels s'ajoutent les particules -аму ou -ӈин. Ex :
  - мэки-аму (mèki-amou) « quelqu'un, un certain » ;  мэкинти-аму (mèkinti-amou) « l'un des deux »
  - мэкив'-ӈин (mèkiv'-ngin) « quelqu'un, n'importe lequel (parmi plusieurs) »
  - йынны-ӈин (ïynny-ngin) « quelque chose, n'importe quoi »…

Les pronoms personnels se déclinent, leur déclinaison différant de celle du nom. Aux cas obliques, les formes sont constituées par l'ajout d'un -к au radical. Le (dénominatif) se forme à partir du pronom possessif. La déclinaison des pronoms personnels comporte un cas spécifique: l'ergatif, auquel correspondent dans la déclinaison du nom l'instrumental et le locatif.
Les pronoms possessifs ne se déclinent pas régulièrement. Utilisés dans une proposition indépendante, ou exprimant une mise en relief particulière, ils peuvent prendre des formes fléchies (de préférence celles de l'instrumental). Leurs formes varient en fonction de la personne et au nombre, sur le même modèle que les adjectifs.
Le choix des pronoms interrogatifs obéit à des nuances sémantiques (humain / animal pour « à qui, de qui » ; pour « lequel », on utilisera un terme différent selon qu'on veut signifier « fait de quoi », « relatif à quoi », « relatif à quel lieu », « se manifestant en tant que quoi »…) Les pronoms interrogatifs se déclinent et leurs formes tiennent compte du nombre et de la personne.
Les pronoms qui se déclinent se conforment à la déclinaison I ou II selon leur catégorisation sémantique.

#### Verbes
En koriak, les verbes transitifs et intransitifs se conjuguent différemment. Les formes des verbes intransitifs incluent les marques de la personne et du nombre du sujet ; celles des verbes transitifs incluent en outre les marques de la personne et du nombre de l'objet. Exemple :
- тылэк (tylèk) « aller » →  ты-кулэӈ (ty-koulèng)« je vais », кулэӈ-тык (koulèng-tyk)« vous (deux) allez », мыт-колалаӈ « nous allons (à plusieurs) »
- ивык (ivyk) « dire » → т-ивы-н (t-ivy-n) « je lui ai dit », т-ив'-тык (t-iv'-tyk) « je vous l'ai dit (à vous deux) »,  т-эв'-ла-тык (t-èv'-la-tyk) « je vous l'ai dit (à plusieurs personnes) », мыт-ив-ын (myt-iv-yn) « nous (deux) lui avons dit ».

Pour la majorité des verbes, la marque de l'infinitif est la terminaison -к (-k). Selon la finale du radical, on trouve aussi des terminaisons en -ккы (-kky) et -кы (ky).
Le koriak emploie les modes : indicatif, jussif I et II, subjonctif, conditionnel I et II. L'indicatif comprend les temps suivants : le présent-passé, le passé I (accompli), le passé II, le futur I et II. Les marques des temps sont identiques pour la conjugaison intransitive (sans objet) et transitive (sujet-objet).
La différence entre les formes I et II est de type aspectuel : la forme I correspond à l'accompli, la forme II à l'inaccompli.
Le jussif I et II concerne toutes les personnes du singulier, du duel et du pluriel. Le jussif I exprime l'intention ou l'ordre d'accomplir une action. Le jussif  II exprime l'inaccompli, la durée de l'action commandée ou à laquelle on se prépare ; il peut comporter une nuance de requête polie. Exemple :
- Ӄылӄутги ! (qylqutgi) « lève-toi ! » (tout de suite, c'est un ordre)
- Кылӄутики ! (kylqutiki) « lève-toi ! » (maintenant ou plus tard, c'est une requête).

Le subjonctif s'applique à une action qui ne se produira pas en présence du locuteur, ou après l'accomplissement d'une autre action. Il est marqué par les affixes гэ-/га- — -тэ/-та, -э/-а . Ex :
- Титэ елэӈ, вэтга гэг'эӄэвэ гэтанвыӈ капкав' (titè ïelèng, vètga gèghèqèvè gètanvyng kapkav') « dès que tu arriveras, va tout de suite contrôler les pièges ».

L'usage du conditionnel correspond à celui du français.
Les radicaux verbaux en koriak sont aspectuellement neutres (contrairement au russe). Les nuances aspectuelles s'expriment par des affixes ; les formes affixées peuvent se lexicaliser. On distingue ainsi :
- l'aspect semelfactif. Exemple : кумӈы-лӄив-ык (koumngy-lqiv-yk) « pousser un cri »
- l'aspect itératif. Exemple : лыляпы-тку-к (lylïapy-tkou-k) « regarder, jeter de nombreux regards »
- l'aspect permanent, habituel, duratif. Exemple : йиӈэ-к (ïingè-k) « voler, effectuer un vol »→ йиӈэ-лг'эт-ык (ïngè-lghèt(yk) « voler en général, habituellement »
- l'aspect intensif. Ex : йипы-йв-ык (ïipy-ïv-yk) « ficher, planter » ; кычав'-чем-ык (kytchav'-tchem-yk) « lutter de vitesse ».
- l'aspect atténuatif ou incomplétif. Ex : пиӈку-чий-ык (pingkou-tchiï-yk) « sautiller ».

Les suffixes caractérisant le déroulement du procès se combinent plus ou moins aisément entre eux, certaines combinaisons apparaissant répandues, comme -чейӈыво (-чей + ӈыво-). Exemple :
- гапэкчачейӈыволаӈ г'аӄалг'этыӈ (gapèktcha-tcheïngyvo-lang ghaqa-lghèt-yng) « ils se mirent à tirer sur les ennemis ».

Les aspects s'opposent entre eux par paires : le selmelfactif s'oppose à l'itératif, le duratif au ponctuel, l'intensif à l'incomplétif. Les verbes ne portant pas de suffixe aspectuel sont utilisés dans un sens aspectuellement neutre ; de telles formes sont fréquentes. Les formes itératives, duratives ou intensives sont plus fréquemment utilisées que les formes aspectuellement opposées. Certains affixes peuvent être utilisés à tous les temps de la conjugaison, d'autres (les duratifs) sont utilisés de préférence au présent. Au futur, le koriak emploie d'habitude des formes neutres.
Les radicaux des verbes intransitifs se forment à partir des radicaux transitifs. Il existe des suffixes spécifiques permettant de dériver des verbes depuis un radical nominal, adjectival, verbal, tenant compte de nuances aspectuelles. Ex :
- г'ытг'ылг'этык (ghytghy-lghèt-yk) « se déplacer (en attelage) à chiens »

La formation de verbes composés, par l'ajout d'un adverbe ou d'un participe à un verbe de base, constitue un type productif de formation verbale en koriak. Ex  (sur  лыӈык « aimer ») :
- гаймо лыӈык (gaïmo lyngyk) « souhaiter »
- тэлу лыӈык (tèlou lyngyk) « respecter »
- г'аткэӈо лыӈык (ghatkèngo lyngyk) « ne pas aimer ».

#### Gérondifs
Il existe trois types de gérondifs en koriak, qui s'utilisent pour exprimer respectivement :
- une action antérieure (suffixe -к). Ex : плытку-к (plytkou-k) « ayant terminé »
- une action simultanée (suffixe -ма). Ex : гала-ма (gala-ma) « en dépassant »
- une manière associée à l'action (circonfixe гэйӄы-/гайӄы — -э/-а, -тэ/-та). Ex : гэйӄы-йиг'э-тэ (gèyqy-ïighè-tè) « en se réjouissant, avec joie ».

#### Participes
Il n'existe pas de catégorie grammaticale des participes en koriak. L'équivalent du participe présent et passé actif (perfectif et imperfectif), est le suffixe -лг'ын, qui détermine dans les langues tchouktches-kamtchadales un « mot-participe ». Ex : ивы-лг'ын (ivy-lghyn) « celui qui est en train de parler », ou « celui qui a parlé ». Les mots formés portant ce suffixe ne sont pas formés uniquement à partir de verbes, mais aussi de noms et d'adjectifs. Ex :
- нымы-лг'ын (nymy-lghyn) « nymylan, habitant de la colonie / de la cité » (c'est aussi le nom de la langue)
- мэӈинеч мэйӈэ-лгын ? (mènginïetch mèïngè-lghyn) « de quelle taille ? »

Le participe passé passif se rend au moyen du même suffixe -лг'ын ajoutés à un verbe transitif. Ex :
- тымы-лгын (tymy-lghyn) « tué »
- теньнимӈы-лг'ын tïen'nimngy-lghyn) « effrayé ».

Les mots en -лгын sont fléchis en fonction du nombre, de la personne et du cas, sur le modèle des déclinaisons I et II des substantifs.

#### Adverbes
Les adverbes en koriak se divisent en qualitatifs et circonstanciels. Les adverbes qualitatifs sont dérivés des adjectifs équivalents, au moyen du circonfixe н(ы)- — -г'эв/-г'ав. Ex :
- номӄэн (nomqèn) « chaud » → н-ом-г'ав' (nomghav') « chaudement ».

Les adverbes circonstanciels sont dérivés de noms, d'adjectifs numéraux, de pronoms, de verbes. Ex :
- ныкинык (nykinyk) « nuit » → ныки-та (nyki-ta) « de nuit, nuitamment »
- ыннэн (ynnèn) « un » →  ыннэн-чеӈ (ynnèn-tchèng) « une fois »
- тую (touïou) « vous » → тойкакы-чъэнаӈ (toïkaky-tch'ènang) « à votre avis, selon vous »
- лэӄтэтык (lèqtètyk) « revenir » → лэӄтэт-ыӈ (lèqtèt-yng) « inversement, dans le sens contraire ».

Les adverbes circonstanciels se rapportent au lieu, au temps, à la mesure et au degré. Certains d'entre eux expriment aussi bien le temps que le lieu. Ex :
- в'утку (v'outkou), « ici », « maintenant ».

En outre les adverbes de lieu les plus courants se forment à l'aide des suffixes du locatif.
Les mots koriaks qui expriment une qualité permettent de construire l'équivalent des tournures impersonnelles du russe. Exemple :
- алак нутэк эмэлкэ (alak noutèk èmèlké) « il fait bon l'été dans la toundra », litt. « été-LOC toundra-LOC bon ».

Ils se forment à l'aide des circonfixes э-/а- — -кэ/-ка. Lorsque le radical commence par une voyelle, le préfixe -э/-а tombe. Exemple :
- а-мыллё-ка (a-myllïo-ka) « adroit(ement) »
- илгы-кэ (ilgy-kè) « propre(ment) ».

Ces mots ne se déclinent pas et sont fléchis irrégulièrement en fonction du nombre et de la personne. Les marques de flexion du nombre et de la personne coïncident avec celles du nom et de l'adjectif. Leur fonction syntaxique est essentiellement prédicative et impersonnelle.

#### Mots auxiliaires

##### Équivalents des prépositions
Il n'y a pas de prépositions en koriak. Leur équivalent peut être :
- une désinence casuelle. Ex : аӈӄайтыӈ (angqaïtyng) « vers, en direction de la mer »
- un suffixe ajouté au radical du nom. Ex : утты-гиӈ-кы (outty-ging-ky) « sous l'arbre »
- la combinaison du locatif et d'un adverbe, généralement postposé. Ex : гытгык чеймык « près du lac ».

##### Conjonctions
Il existe :
- des conjonctions de coordination, comme : то (to) « et », то еван (to ïevan) « et même », наӄам  (naqam) « mais », эейвэӄ (èïeïvèq) « mais » (avec une nuance de regret), etc.
- des conjonctions de subordination. Ex : титэ (titè) « quand », мыев' (myïev) « parce que », тит (tit) « pour que, afin que », экилу (èkilou) « si » (réalisable), тэӄын (tèqyn), « comme (si) »...

##### Particules et interjections
Le koriak utilise des particules modales, pour exprimer un jugement du locuteur sur l'énoncé. Ex : ӄэйли (qèïly) pour la certitude, анам (anam) pour le doute. Il existe différents mots pour la négation : уйӈэ ouïngè) « ne pas, non », кытыл (kytyl) (exprime la prohibition), ӄыйым (qyïym) (négation catégorique). L'interrogation s'exprime par мэтькэ (mèt'kè) « est-ce que ».
Il existe aussi des particules de renforcement, monstratives, limitatives, indéterminatives. Elles s'ajoutent habituellement à la fin du mot dont elles modifient le sens. Ex :  титэ-ӈын (titè-ngyn) « n'importe quand » (indétermination).
Le koriak utilise des interjections, comme акко ! (akko), exprimant la joie ; ыӈэ ! (yngè) (la surprise), амок ! (amok) (la peur), иӈи-ӈи ! (ingi-ngi) (la douleur, la souffrance), ыя ! (yïa) (l'espoir). D'autres interjections expriment une incitation à l'action, comme ток ! ou ток-ток-ток ! (tok, tok-tok-tok) « vas-y, allons-y ! » ou encore оел ! (oïel) « en avant ! »

### Système casuel
Le koriak utilise les cas suivants (entre parenthèses, la ou les questions appelant le cas)
- l'absolutif (qui ? quoi ? : sujet d'un verbe intransitif, objet d'un verbe transitif)
- l'instrumental (à l'aide de quoi ? ; sens ergatif pour les êtres animés)
- l'ergatif (qui ? par qui ? : agent, sujet d'un verbe transitif ; ne concerne que les pronoms personnels)
- le locatif (où ? sans mouvement)
- le datif (à qui ?)
- l'allatif (vers où ? vers qui ? dans quelle direction ? avec mouvement)
- le perlatif (le long / à côté de quoi / qui ? avec mouvement)
- l'ablatif (hors de / à partir de quoi / qui ?)
- le bénéfactif (pour qui, dans l'intérêt de qui ?)
- le narratif-causatif (à propos de quoi / qui ; à cause de qui ?)
- (le sociatif I et II)
- le comitatif (avec qui, en compagnie de qui ?)
- le désignatif (designative case en anglais, назначительний ou дезигнатив en russe ; utilisé avec un suffixe possessif, regroupe les fonctions d'objet direct, de bénéficiaire et de propriété)

### Syntaxe
Les phrases prédicatives simples possèdent en koriak une structure ergative ou nominative, en fonction de la transitivité du verbe. Dans une proposition nominative, le sujet est à l'absolutif ; dans une proposition ergative, le nom sujet (l'agent) se met à l'ergatif, et le complément d'objet direct à l'absolutif. Exemple :
- structure nominative : в'уччин ынпыӄлавол Ӄычг'этыӈӄо етти (v'outchtchin ynpyqlavol Qytchghètyngqo ïetti) « Ce vieil homme est arrivé de Palana ». Le verbe intransitif s'accorde avec le sujet.
- structure ergative : тагыйниӈылг'а ёг'ынэн кайӈын (tagyïningylgha ïoghynèn kaïngyn) « le chasseur a atteint l'ours » ; Каванынак уг'эннин ынинэлг'ын (Kavanynak oughènnin yninèlghyn) « Kavan attendait son frère aîné ». Le verbe transitif s'accorde avec le sujet et avec le complément d'objet direct.

L'ordre des mots en koriak est relativement libre. En règle générale, le sujet se trouve avant le verbe, et le déterminant avant le déterminé. Dans les propositions à structure ergative, le sujet-agent se trouve d'habitude avant le verbe, et le complément d'objet direct après le verbe.
La coordination entre mots et entre propositions s'exprime au moyen des conjonctions de coordination, ou de l'intonation.
La subordination entre termes de la proposition s'exprime de différentes manières :
- l'accord. Ex : районкэна-та газета-та (raïonkèna-ta gazïeta-ta) « par le journal du district » (instrumental)
- le régime, lorsque le terme principal requiert un cas particulier pour le terme dépendant. Ex : кулляпыӈ окнойпыӈ (koullïapyng oknoïpyng) « il regarde par la fenêtre » (perlatif)
- la juxtaposition, dans le cas de liens sémantiques. Exemple : номг'ав' ӄылголгэпы (nomghav' qylgolgèpy) « habille-toi chaudement »
- l'incorporation (entre déterminant et déterminé, exemple : гачӈы-мынгыета (gatchngy-myngyïeta)« par la main gauche » ; entre verbe et complément, exemple : мынг-акмэн-нэн (myng-akmèn-nèn) « il prit par la main » [« main » =  мынгылӈын myngylngyn] ).

Exemples de phrases complexes :
- Propositions coordonnées : Ынно унмык чаӈэтатэ, лыган кумӈылӄиви. (ynno ounmyk tchangètatè, lygan koumngylqivi) « Il a eu très peur, (et) même il a crié. »
- Proposition principale + subordonnée : Инмы ван гымнан тив'мнэв', тит ыччу нуӈъетэ. (inmy van gymnan tiv'mnèv', tit ytchtchou noung'ïetè) « Je leur avais bien dit de ne pas venir » (« qu'ils ne viennent pas ».)
- Propositions juxtaposées : Гымнин уйӈэ каликал, гымнан тынтымӈэвын ынно. (gymnin ouïngè kalikal, gymnan tyntymngèvyn ynno) « Je n'ai pas de livre : je l'ai perdu. »